# Closer (teatre)
Closer és la segona obra de teatre del dramaturg Patrick Marber. L'obra fou estrenada al Teatre Cottlesloe del Royal National Theatre de Londres el 1997 i fou estrenada als Estats Units al Music Box Theatre de Broadway el 25 de gener de 1999. Ha estat estrenada en català al Teatre del Raval per la companyia La Maridansky. Fou adaptada pel mateix Marber per la pel·lícula homònima de 2004, produïda i dirigida per Mike Nichols.

## Antecedents
Closer es va representar per primera vegada al Royal National Theatre de Londres el 22 de maig de 1997; va ser la segona obra original escrita per Patrick Marber.

## Argument
El drama té lloc a Londres als anys noranta del segle XX i explica la història de quatre personatges: Alice, una jove stripper estatunidenca, Dan, periodista londinenc, Larry, dermatòleg londinenc i Anna, fotògrafa estatunidenca.
Els quatre, al llarg dels anys, van teixint relacions entre ells. Dan i Alice es troben accidentalment en un semàfor al pont dels Blackfriars quan Alice és atropellada. A l'hospital, els dos es troben i inicien una relació: el metge que visita ràpidament a Alice és Larry, que observa una cicatriu particular, anterior a l'accident, a la cama de la noia. Mesos després, Dan, que intenta publicar un llibre i viu amb Alice que ha començat a treballar de cambrera abandonant els clubs de striptease, coneix una fotògrafa anomenada Anna de la que s'enamora. L'Anna, però, té un divorci darrere d'ella i no vol teixir una relació amb un home ja aparellat. Per evitar reprimit el seu desig, Dan xateja a Internet fingint ser Anna, acabant combinant una cita cega amb Larry. Els dos es troben i s'enamoren accidentalment i decideixen casar-se.
Al cap d'uns mesos, Dan i Alice assisteixen a una vernissage d'Anna, on té lloc una segona reunió entre Alice i Larry, que sent una atracció per ella. Parlant de la seva primera reunió, Larry li pregunta la causa de l'estranya cicatriu a la cama i Alícia proporciona una resposta evasiva, diferent de la primera versió l'hospital. Dan i Anna tenen una manera de parlar, però davant dels avenços de Dan, Anna sembla oferir-li una negativa clara. En realitat, Dan i Anna comencen a sortir i la situació surt a la superfície quan els dos confessen les seves traïcions a les seves respectives parelles. Alícia surt de casa de Dan i Larry fa el mateix, i demana el divorci a Anna.
Anna i Dan ara viuen junts, i l'únic que sembla oposar-se a la seva felicitat és el matrimoni encara vigent entre Larry i ella. Per a la signatura de les cartes, Anna accepta mantenir relacions sexuals amb Larry i Dan, que descobreix la veritat gràcies a la sinceritat de la seva parella, va a l'estudi de Larry per aclarir la situació. Mentrestant, Larry, desesperat per l'abandó d'Anna, es dirigeix a un club de striptease on es troba amb Alice, intratable des de fa temps, que torna a ser el stripper i es diu Jane Jones. No fa falta que Larry sembli estar parlant amb ella, perquè Alícia nega que sigui la dona que va conèixer a l'hospital i a qui va conèixer al vernissatge d'Anna.
A l'oficina de Larry hi ha un enfrontament entre Dan i el dermatòleg, durant el qual Larry informa a Dan que Anna mai ha presentat papers de divorci a l'advocat i que té intenció de reconstruir el matrimoni. Dan està desesperat i plora la pèrdua d'Alice: Larry li revela que sap on es troba, però no amaga que havia tingut una aventura sexual amb ella. També confia que es tractava d'un masoquista: la cicatriu que intrigava a Larry era el signe d'una ferida que s'havia autoinfectat Alice.
Les parelles s'han unit: Anna i Larry tornen a ser marit i muller i Alice i Dan comencen de nou la vida de parella i decideixen passar unes vacances junts a Nova York. La insistència de Dan per esbrinar l'aventura entre ella i Larry molesta Alice, que sent defraudada la seva confiança. Així que decideix deixar a Dan, que la deixa colpejant-la després de rebre una escopinada a la cara.
Mesos després, Larry i Anna, que han posat fo al seu matrimoni, es reuneixen en un petit cementiri victorià, Postman's Park, on se celebra la memòria de la gent corrent que va donar la vida pels altres. Aquí es troben la tomba d'Alice Ayres, una dona desconeguda que va morir al segle xix que havia inspirat la falsa identitat de Jane Jones, la noia que tothom coneixia com Alice.

## Llenguatge
El llenguatge de l'obra de Marber és brutal i sexualment explícit. A l'escena tres, en què Dan i Larry fan missatgeria instantània en un lloc web per a adults, Marber utilitza terminologia i diàleg cru i actualitzat que només podríem veure en una conversa de missatgeria instantània a través d'Internet. En una ressenya a l'obra de Broadway publicada a la revista New York, John Simon escriu: "Marber explica la seva història en escenes breus i esquítiques en què el que no es diu en veu alta suposa més que el que es diu. El diàleg és gairebé completament esquemàtic, el discurs ocasional no és gaire més llarg que algunes línies. Hi ha freqüents pauses, però no de la varietat Pinteresc, més com els batecs cardíacs saltats ... Closer no sols capta l'atenció, sinó que t'entra ". En Dan és desdenyós de paraules simples com "amable" - "Amable és avorrit; Amable et matarà". Segons Matt Wolf, "el pols animalista de l'obra [es] reflecteix en el seu llenguatge sovint escabrós".

## Representacions

### Royal National Theatre
Es va representar per primera vegada al Royal National Theatre, Londres, el 22 de maig de 1997.
- Dan .... Clive Owen
- Alice .... Liza Walker
- Anna .... Sally Dexter
- Larry .... Ciarán Hinds

### West End
Al març de l'any vinent, l'obra es va traslladar al West End.
- Dan .... Lloyd Owen
- Alice .... Liza Walker
- Anna .... Frances Barber
- Larry .... Neil Pearson

### Music Box Theatre
La primera representació estatunidenca va ser presentada el 9 de març de 1999 a Broadway al Music Box Theatre, Nova York, per Robert Fox, Scott Rudin, Roger Berlind, Carole Shorenstein Hays, ABC Inc., l'Organització Shubert i el Royal National Theatre.
- Dan .... Rupert Graves
- Alice .... Anna Friel
- Anna .... Natasha Richardson
- Larry .... Ciarán Hinds

## Premis i nominacions
L'obra va guanyar el Premi Evening Standard a la millor comèdia i el 1998 el Premi Laurence Olivier per la millor obra nova.
Premis
- 1998 Premi Laurence Olivier a la millor obra nova
- 1999 Premi del Cercle de la Crítica Drama de Nova York a la millor interpretació estrangera

Nominacions
- 1999 Premi Drama Desk a la millor obra
- 1999 Premi Tony a la millor obra